# Golden Valley (Minnesota)
Golden Valley is een plaats (city) in de Amerikaanse staat Minnesota en valt bestuurlijk gezien onder Hennepin County.

## Demografie
Bij de volkstelling in 2000 werd het aantal inwoners vastgesteld op 20.281.
In 2006 is het aantal inwoners door het United States Census Bureau geschat op 19.921, een daling van 360 (-1.8%).

## Geografie
Volgens het United States Census Bureau beslaat de plaats een oppervlakte van
27,2 km², waarvan 26,5 km² land en 0,7 km² water.

## Plaatsen in de nabije omgeving
De onderstaande figuur toont nabijgelegen plaatsen in een straal van 8 km rond Golden Valley.